# Ornopyramis tener
Ornopyramis tener är en tvåvingeart som beskrevs av Nina Krivosheina 1973. Ornopyramis tener ingår i släktet Ornopyramis och familjen vapenflugor. Inga underarter finns listade i Catalogue of Life.